# Schafiq al-Wazzan

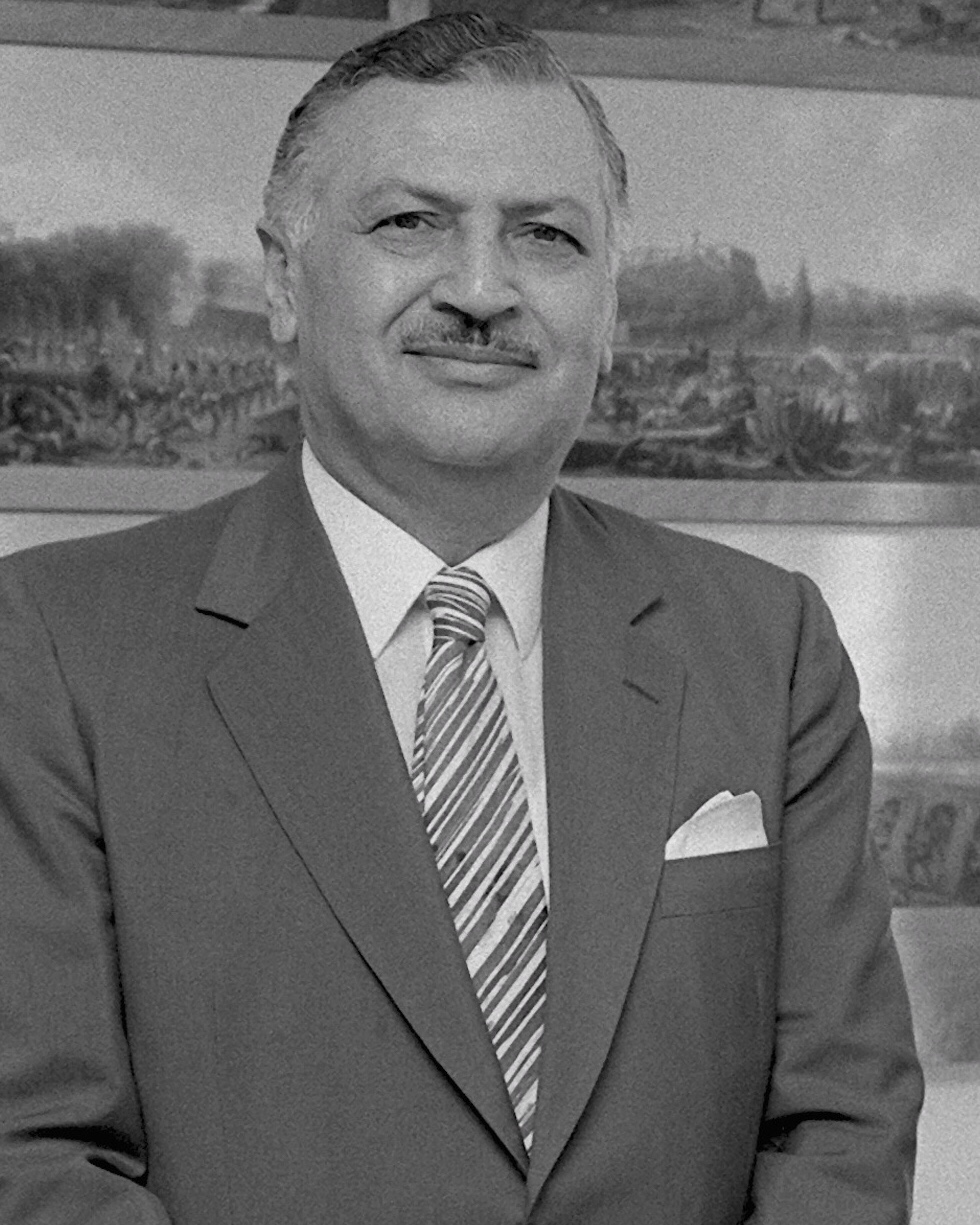
Schafiq al-Wazzan

Schafiq al-Wazzan (französisch Chafic Wazzan, englisch Shafik Wazzan; arabisch شفيق أديب الوزان, DMG Šafīq Adīb al-Wazzān; * 1925 in Beirut; † 8. Juli 1999 ebenda) war ein libanesischer Politiker.

## Leben
Schafiq al-Wazzan begann seine politische Laufbahn 1968 mit der Wahl zum Abgeordneten der Nationalversammlung (Assemblée nationale du Liban). Zwischen Januar 1969 und Oktober 1970 war er Justizminister im sechsten Kabinett von Premierminister Raschid Karami. Zugleich war er Minister für Post, Telegrafie und Telekommunikation.
Als sunnitischer Muslim ohne eigene starke politische Hausmacht wurde er als Kompromisskandidat am 25. Oktober 1980 als Nachfolger von Takieddine Solh schließlich selbst Premierminister. Gleichwohl stellte seine bis zum 30. April 1984 amtierende Regierung eine der stabilisten Regierungen Libanons während des von 1975 bis 1990 dauernden Libanesischen Bürgerkrieges dar. In seiner Regierung übernahm er auch das Amt des Innenministers.
Als Israel im Libanonkrieg im Juni 1982 in den Libanon einmarschiert und Beirut belagerte, um dadurch die Palästinensische Befreiungsorganisation (PLO) zu vertreiben, bot er sich und seine Regierung als Vermittler zwischen der PLO von Jassir Arafat und Philip Habib, dem Gesandten von US-Präsident Ronald Reagan an. Zu einem Zeitpunkt der Verhandlungen, die durch schwere Bombardements der von den Palästinensern kontrollierten muslimischen Viertel von Beirut begleitet wurde, drohte Wazzan mit einem Abbruch der Verhandlungen, indem er vor laufenden Fernsehkameras lediglich „Genug! Genug!“ schrie. Die Verhandlungen führten schließlich zum Einsatz von United States Marines als Teil der multinationalen United Nations Interim Force in Lebanon (UNIFIL) und dadurch bedingt zum Rückzug von Tausenden palästinensischen Kämpfern und syrischer Armeeeinheiten aus Beirut.
1983 kam es zu Verhandlungen zwischen den Regierungen des Libanon und Israels über den Rückzug der Israelischen Verteidigungsstreitkräfte (IDF) aus dem Libanon. Allerdings wurde die Übereinkunft vom 17. Mai 1983, die nach langwierigen Verhandlungen unter Beteiligung des US-Außenministers George P. Shultz zustande kam, niemals umgesetzt. Unter dem Druck Syriens unterzeichnete der libanesische Staatspräsident Amin Gemayel dieses Abkommen nicht, so dass die israelische Armee in der Grenzregion des südlichen Libanons stationiert blieb. Gleichzeitig führte das Abkommen dazu, dass Wazzan Missbilligung innerhalb der muslimischen Gemeinschaft erzeugte, so dass er und seine Regierung von den muslimischen Führern des Libanon boykottiert wurde.
Als er von Präsident Gemayel am 30. April 1984 entlassen und Raschid Karami erneut zum Premierminister ernannt wurde, zog er sich weitgehend aus dem aktiven politischen Leben zurück. Im Dezember 1991 entging er einem Attentat, das auf ihn mit einer Autobombe in Beirut verübt wurde.